# Helmut Fath
Helmut Fath (Ursenbach, 24 mei 1929 - Heidelberg, 19 juni 1993) was een Duits motorcoureur en constructeur.

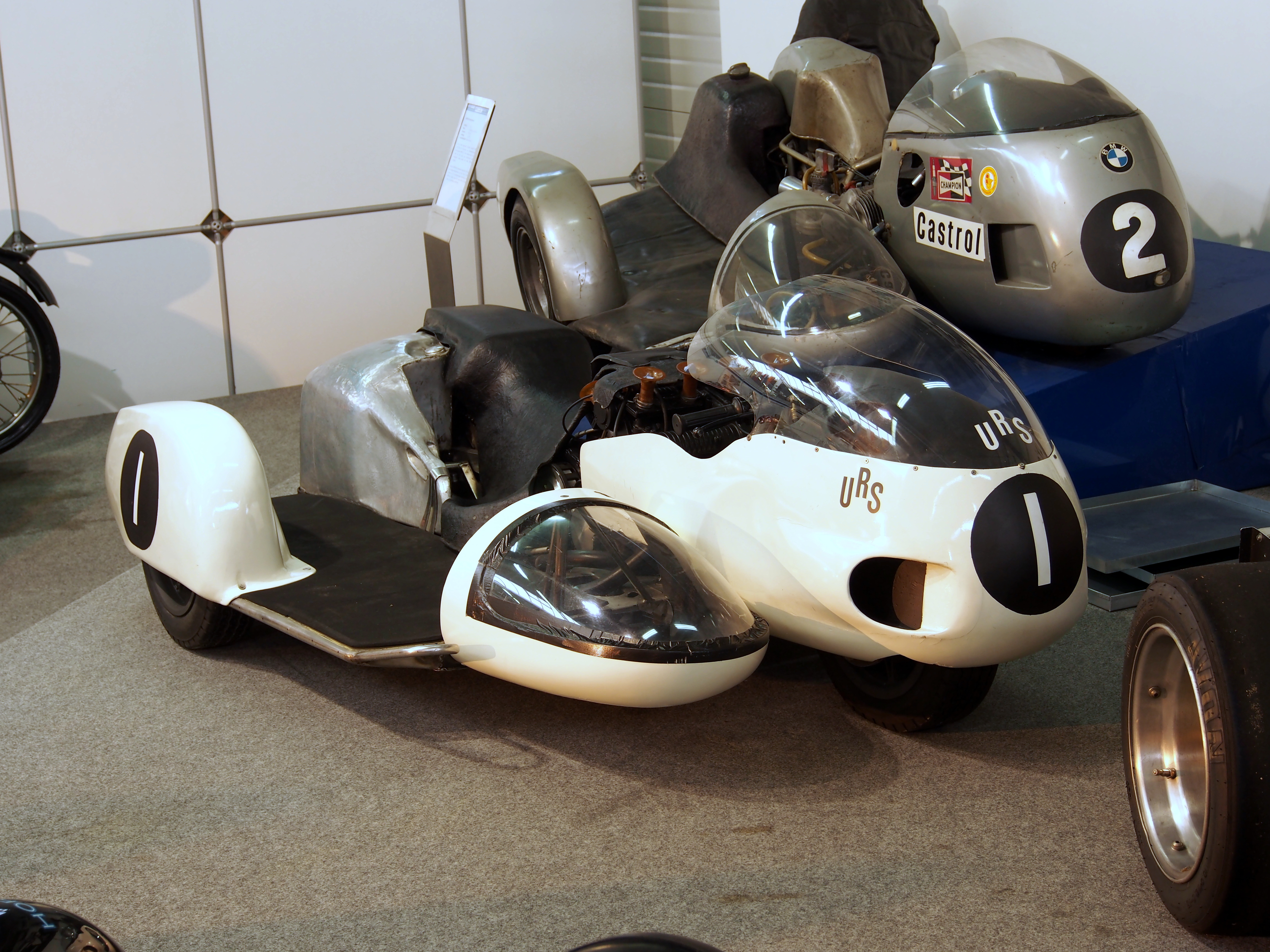
De URS-zijspanracer

Helmut Fath bezocht in zijn geboorteplaats Ursenbach de basisschool. Daarna leerde hij voor fijnbankwerker aan het voormalige Kaiser-Wilhelm-Institut in Heidelberg. Na de Tweede Wereldoorlog werkte hij voor de Amerikaanse bezetter in Heidelberg als buschauffeur. Daarna werd hij motorfietsmonteur bij de firma "Zeiss & Schwärzel" in Mannheim. In 1959 begon hij als monteur zijn eigen werkplaats.

## Carrière als coureur
Al heel jong reed Helmut Fath stiekem met de motorfiets van zijn vader. Toen hij zijn rijbewijs had kocht hij een 250 cc BMW, waar hij al gauw zelf aan begon te sleutelen en waarmee hij ook in wedstrijden startte. In 1948 bouwde hij zelf zijn eerste zijspancombinatie met een andere BMW. Met deze combinatie werd hij in 1952 derde in een race in Lorsch. Nadat hij steeds meer wedstrijden won, kreeg hij in 1954 zijn internationale racelicentie. Hij kocht een 500cc-racecombinatie van de Zwitser Florian Camathias. Voor deze motor bouwde hij later zelf een nieuw rijwielgedeelte, zeer laag gebouwd, dat later als "Kneeler" bekend zou worden. Hiermee werd hij in het seizoen 1956 beste privérijder. Hij reed dat jaar samen met zijn bakkenist Emil Ohr en ze eindigden als zevende in het wereldkampioenschap wegrace. In 1958 werd hij samen met Fritz Rudolf derde in het wereldkampioenschap, achter Walter Schneider en zijn vriend Florian Camathias. In 1959 werd hij samen met Alfred Wohlgemuth vijfde in het kampioenschap.
In die tijd beheersten de BMW-motoren het zijspankampioenschap, maar de snelsten waren de BMW RS 54 blokken die zoals de naam al zegt ook uit 1954 stamden. BMW verleende slechts mondjesmaat steun aan coureurs en die waren dan ook op zichzelf aangewezen voor het onderhoud en de tuning van de motoren. Helmut Fath was een begaafd monteur en tuner en in het seizoen 1960 werd hij met zijn zelf opgevoerde BMW samen met Wohlgemuth wereldkampioen door vier van de vijf WK-races te winnen.
Zowel voor Helmut Fath als voor Florian Camathias zag het er aan het begin van 1961 rooskleurig uit. BMW bemoeide zich niet al te veel met het wereldkampioenschap in de zijspanklasse, en bij gebrek aan concurrentie was dat ook niet nodig. De beste privécoureur met een BMW had de meeste kans op de titel. Fath was een goede technicus, die alles uit zijn boxermotor wist te halen én hij was samen met Alfred Wohlgemuth titelhouder. Florian Camathias had zijn meningsverschil met bakkenist Hilmar Cecco bijgelegd en daardoor vormden zij samen ook een sterk team. Het mocht voor beide niet zo zijn: nog vóór het WK-seizoen begon kregen Camathias/Cecco een zwaar ongeluk tijdens een internationale race in Modena, waarbij Hilmar Cecco overleed. Fath en Wohlgemuth wonnen de eerste Grand Prix in Montjuïc, maar tijdens de Eifelrennen op de Nürburgring kregen ook zij een ongeval, dat Alfred Wohlgemuth het leven kostte. Fath zelf was zwaargewond en moest om aan geld te komen zijn complete race-uitrusting inclusief zijspancombinatie verkopen. Zowel Fath als Camathias kwamen in 1961 niet meer aan de start.
Hierna besloot Helmut Fath zijn eigen zijspancombinatie te bouwen, inclusief een motorblok. Samen met ingenieur Peter Kuhn begon hij met de ontwikkeling van een viercilinder viertakt lijnmotor met dubbele bovenliggende nokkenassen die hij de naam "URS" gaf, naar zijn woonplaats Ursenbach.
Intussen prepareerde hij voor Florian Camathias ook nog een BMW-combinatie voor het wereldkampioenschap, waarmee Camathias in 1961 tweede werd. Ook in 1962 werd Camathias tweede, maar zijn combinatie - hoewel nog steeds een BMW - heette intussen "FCS" (Fath Camathias Special). In 1966 kwam Fath pas weer terug in races, maar zijn zelfbouw combinatie, die toen nog "Fath-Special" heette, was nog niet racerijp en hij scoorde geen WK-punten. In wereldkampioenschap van 1967 reed Helmut Fath met zijn zwager Wolfgang Kalauch als bakkenist het hele seizoen, maar hij had zo veel mechanische pech dat ze geen enkel punt scoorden. In de Grand Prix van Duitsland vielen ze aan de leiding liggend uit door een kapotte versnellingsbak, in de GP van Frankrijk waren ze na een slechte start opgerukt naar de leiding toen een zuiger brak nadat ze de snelste ronde hadden gereden, in de Sidecar TT op het eiland Man lagen ze slechts 1 seconde achter Georg Auerbacher/Eduard Dein toen de machine stuk ging. Bij de TT van Assen reden ze de snelste trainingstijd, maar al tijdens de trainingen had Fath veel tijd verloren doordat hij moest sleutelen. Toch reden ze aan de leiding en ze waren onbereikbaar voor de concurrentie toen ze door een olielekkage de pit moesten opzoeken. Hierna kreeg Helmut Fath vanwege een longontsteking enkele weken rust voorgeschreven, waardoor hij de GP van België en de GP van Finland moest overslaan. Hij reisde echter wel naar het circuit van Brands Hatch, waar Colin Seeley met testrijder John Blanchard tests uitvoerde met een URS-blok in een Seeley-frame. De machine verscheen tijdens de Ulster Grand Prix, waar Blanchard lang op de derde plaats lag tot hij werd gepasseerd door Jack Findlay.
Tijdens de Grand Prix van Duitsland van 1968 testte Blanchard met een URS solomotor die hij samen met Derek Rickman in een Rickman Métisse-frame had gemonteerd. Blanchard viel in de training maar werd in de race zevende.

### Wereldtitel
Bij de openingsrace van de zijspanklasse van 1968 was het meteen raak: Fath/Kalauch wonnen de Duitse Grand Prix. Hun machine had nu acht inlaatkanalen en brandstofinjectie. Helemaal feilloos ging het nog niet, want de URS kwam rokend over de finish. In de Sidecar TT op het eiland Man werden ze slechts vierde achter drie BMW's. Dat Klaus Enders en Ralf Engelhardt al twee keer waren uitgevallen bleek aan problemen met het gewijzigde smeersysteem van hun BMW te liggen. Om de motor lager te kunnen monteren was de oliepan vervangen door een aparte olietank. In Assen stonden ze weer op de eerste startplaats, naast Attenberger/Schillinger. Op de derde plaats stonden Fath/Kalauch, die slechts enkele snelle ronden hadden getraind waarna hun snelste blok kapot ging. Het inbouwen van een reservemotor kostte veel tijd. Toch was Fath als snelste weg bij de start, maar hij kreeg meteen gezelschap van Georg Auerbacher/Hermann Hahn die van de derde rij waren gestart. Al snel begon de URS van Fath slecht te lopen waardoor Kalauch vanuit zijn zijspan moest gaan prutsen aan de motor en dus zijn werk als bakkenist niet meer kon doen. Daardoor konden ze zich niet meer met de topposities bemoeien. In België gingen Fath en Kalauch met de URS aan de leiding tot de zesde ronde, toen een probleem met de benzinetoevoer ontstond, maar Finland leidden ze van start tot finish. Doordat Monza de zijspanrace geschrapt had moest het wereldkampioenschap op de Hockenheimring beslist worden. De Duitse Grand Prix was al in april verreden, maar dit was de vervangende race voor Monza. BMW had haar zijspanrijders al jarenlang niet meer ondersteund, maar nu de dreiging van de zelfbouw-URS van Helmut Fath groot werd kreeg Georg Auerbacher nog in de nacht voor de Grand Prix van Hockenheim een nieuwe, door fabrieksconstructeurs Gustl Lachenmeier en Max Klankenheimer gebouwde boxermotor. Fath monteerde echter ook een nieuw blok, dat volgens geruchten 2.000 toeren meer kon draaien dan de oorspronkelijke viercilinder. In de natte race was iedereen vanaf de start kansloos tegen Helmut Fath/Wolfgang Kalauch met hun URS. Enders/Engelhardt lagen vanaf het begin op de tweede plaats en kregen vanuit de pit het teken om het rustig aan te doen en Auerbacher/Hahn waren al blij dat ze de derde plaats konden vasthouden. Intussen stormden Fath/Kalauch op de eerste plaats én de wereldtitel af.
In de eerste zijspan Grand Prix van 1969 in Duitsland liep het niet goed met de URS van Helmut Fath en Wolfgang Kalauch: Hij startte als snelste, maar na de eerste ronde stopte Fath. Tussentijds reed hij nog een keer een ronde om opnieuw de pit op te zoeken. Pas toen er al 10 van de 15 ronden gereden waren kwam hij weer de baan op, kennelijk om de snelste ronde te rijden, wat ook lukte. In Frankrijk experimenteerde Klaus Enders tijdens de trainingen met brandstofinjectie, maar in de race had hij weer carburateurs gemonteerd. Hij vocht vijftien ronden met Helmut Fath om de leiding, maar viel toen uit met een gebroken zuiger. Fath won met ruim een minuut voorsprong op Auerbacher/Hahn en Schauzu/Schneider. In de eerste ronde van de Sidecar TT viel het voor Siegfried Schauzu nog tegen, want door een verkeerde carburateurafstelling draaide zijn BMW niet meer dan 9.000 toeren. Enders begon meteen de snelste rondetijden te draaien en Helmut Fath was tweede. Na de tweede ronde had Schauzu de problemen onder controle en hij pakte de tweede plaats terug. Fath reed bijna blind omdat een steen, opgeworpen door het achterwiel van Schauzu, het linker glas van zijn stofbril verbrijzeld had. Toch hield hij tot aan de eindstreep de derde positie vast. Enders trainde als snelste in Assen, maar moest de eerste startrij delen met Auerbacher en Fath. Die laatste was als snelste weg, gevolgd door Auerbacher en Schauzu, want Enders startte erg slecht en kwam bij "de Bult" als 9e langs. Fath begon elke ronde verder weg te lopen van Auerbacher. Enders probeerde zich naar voren te vechten maar maakte bij de Bult een stuurfout. Hij kon nog wel verder, maar viel uiteindelijk met machinepech uit. Op dat moment waren er nog maar tien combinaties in de race. Fath reed comfortabel voorop, gevolgd door Auerbacher en Tony Wakefield, die echter ook uitviel. In België liepen Fath/Kalauch elke ronde een beetje verder weg van Enders/Engelhardt die gevolgd werden door Auerbacher/Hahn. Na zijn mooie tweede plaats in de 500cc-race in Finland moest Billie Nelson zich haasten om plaats te nemen in het zijspan van Helmut Fath. Hij moest Wolfgang Kalauch vervangen, die bij een heuvelklimwedstrijd gewond was geraakt. Het gelegenheidsduo liep drie seconden per ronde uit op Klaus Enders, tot de problemen begonnen. De stelmogelijkheid voor de luchtschuif ging kapot waardoor het gas niet meer helemaal afgesloten kon worden. Daardoor werden de remmen overbelast en uiteindelijk brak een olieleiding voor de cilinderkop, waardoor ze uitvielen. Na de Finse Grand Prix reed Helmut Fath nog een internationale race in dat land. Hierbij kreeg hij een ongeluk waarbij hij een been en enkele ribben brak. Zowel hijzelf als bakkenist Billie Nelson (gebroken enkel) waren voor de rest van het seizoen uitgeschakeld. Daardoor konden ze niet meer vechten om de wereldtitel, maar Fath/Kalauch/Nelson werden wel tweede.
Aan het einde van het seizoen 1969 maakte Helmut Fath bekend dat hij zijn racecarrière zou beëindigen, voornamelijk omdat de startgelden te laag waren. Hij verkocht zijn renstal voor 240.000 Duitse mark aan Friedl Münch, waardoor de zijspancombinatie als "Münch-URS" door het leven ging.
In 1970 had Helmut Fath zijn racecarrière dus feitelijk al beëindigd. Wolfgang Kalauch stapte in het zijspan van Klaus Enders, maar Fath startte met zijn URS nog wel in de Grand Prix van Duitsland, met Josef Huber als bakkenist. Ze vielen in die race echter uit.

## Carrière als tuner
In 1971 tunede Helmut Fath de 250 cc Yamaha TD 2 B en de 350 cc Yamaha TR 2 B van Phil Read, die Ferry Brouwer als hoofdmonteur had. De machines hadden een Kröber thyristorontsteking en een Quaife-zesversnellingsbak, schijfrem voor en achter en een frame dat door Read zelf was ontworpen. In de 350cc-klasse viel Read een aantal keren uit, maar in de 250cc-klasse versloeg hij de fabrieksrijder Rodney Gould en werd hij wereldkampioen. Helmut Fath maakte plannen om de Yamaha's van Read voor het seizoen 1972 van waterkoeling te voorzien, maar Read koos ervoor om in de 500cc-klasse uit te komen met een Suzuki T 500 en ging na enkele races in op het aanbod van MV Agusta om in de 350cc-klasse steun te verlenen aan Giacomo Agostini.
Helmut Fath begon nu met de ontwikkeling van een 500 cc viercilinder tweetakt-boxermotor die bedoeld was voor een zijspancombinatie. Billie Nelson testte de motor echter al in 1974 in een solomotor. In 1975 reden Siegfried Schauzu en Wolfgang Kalauch de "ARO"-Fath, die gedurende het seizoen in een door Hermann Schmid gebouwd frame werd gezet. De naam "ARO" kwam van de sponsor, de tapijtfabrikant Armand Roth. Ze werden in dit eerste jaar slechts twaalfde in het wereldkampioenschap, maar in 1976 werden ze kampioen van Duitsland en vijfde in het WK. De motor werd toen ook gebruikt door Helmut Schilling/Rainer Gundel, die zesde werden. In 1977 werden Werner Schwärzel en Andreas Huber met een ARO-Fath derde in het wereldkampioenschap en in 1978 werden ze vierde.
Vanaf 1980 stelde Fath zijn technische kennis in dienst van solocoureurs, aanvankelijk aan Reinhold Roth, later aan Martin Wimmer, Jean-François Baldé, Raymond Roche en Jochen Schmid.

## Overlijden
Later werd bij Helmut Fath kanker vastgesteld. Hij overleed in 1993 in het ziekenhuis van Heidelberg.

## Wereldkampioenschap wegrace resultaten
(Races in cursief geven de snelste ronde aan, punten (tussen haakjes) zijn inclusief streepresultaten)
| Jaar | Klasse  | Bakkenist         | Motorfiets   | 1       | 2       | 3        | 4       | 5       | 6       | 7       | 8       | Punten  | Plaats | Wereldkampioen                                       |
| ---- | ------- | ----------------- | ------------ | ------- | ------- | -------- | ------- | ------- | ------- | ------- | ------- | ------- | ------ | ---------------------------------------------------- |
| 1956 | Zijspan | Emil Ohr          | BMW/ Steib   | IOM -   | NED -   | BEL 5e   | DUI 3e  | ULS -   | NAT 7e  |         |         | 6       | 7e     | Wilhelm Noll/ Fritz Cron, BMW/Steib                  |
| 1958 | Zijspan | Fritz Rudoph      | BMW/ Steib   | IOM DNF | NED 3e  | BEL 3e   | DUI -   |         |         |         |         | 8       | 3e     | Walter Schneider/ Hans Strauß, BMW/Steib             |
| 1959 | Zijspan | Alfred Wohlgemuth | BMW/ Steib   | FRA 4e  | IOM 4e  | DUI -    | NED 3e  | BEL -   |         |         |         | 10      | 5e     | Walter Schneider/ Hans Strauß, BMW/Steib             |
| 1960 | Zijspan | Alfred Wohlgemuth | BMW/ Steib   | FRA 1e  | IOM 1e  | NED 2e   | BEL 1e  | DUI 1e  |         |         |         | 24 (38) | 1e     | Helmut Fath/ Alfred Wohlgemuth, BMW/Steib            |
| 1961 | Zijspan | Alfred Wohlgemuth | BMW/ Steib   | SPA 1e  | DUI DNS | FRA DNS  | IOM DNS | NED DNS | BEL DNS |         |         | 8       | 7e     | Max Deubel/ Emil Hörner, BMW/Steib                   |
| 1966 | Zijspan | Onbekend          | Fath Special | DUI DNF | FRA DNS | NED DNS  | BEL DNS | IOM DNS | NAT DNS |         |         | 0       | -      | Fritz Scheidegger/ John Robinson, BMW                |
| 1967 | Zijspan | Wolfgang Kalauch  | URS          | SPA DNF | DUI DNF | FRA DNF- | IOM DNF | NED DNF | BEL DNS | FIN DNS | NAT DNS | 0       | -      | Klaus Enders/ Ralf Engelhardt, BMW/Steib             |
| 1968 | Zijspan | Wolfgang Kalauch  | URS          | DUI 1e  | IOM 4e  | NED 5e   | BEL DNF | FIN 1e  | NAT DNS | BWü 1e  |         | 27 (29) | 1e     | Helmut Fath/ Wolfgang Kalauch, URS                   |
| 1969 | Zijspan | Wolfgang Kalauch  | URS          | DUI DNF | FRA 1e  | IOM 3e   | NED 1e  | BEL 1e  |         |         |         | 55      | 2e     | Klaus Enders/ Ralf Engelhardt, BMW/Steib             |
| 1969 | Zijspan | Billie Nelson     | URS          |         |         |          |         |         | FIN DNF | ULS DNS |         | 55      | 2e     | Klaus Enders/ Ralf Engelhardt, BMW/Steib             |
| 1970 | Zijspan | Josef Huber       | Münch-URS    | DUI DNF | FRA DNS | IOM DNS  | NED DNS | BEL DNS | TSL DNS | FIN DNS | ULS DNS | 0       | -      | Klaus Enders/ Wolfgang Kalauch/ Ralf Engelhardt, BMW |